# 铁线蕨 (密码)
铁线蕨（英語：Adiantum）是一种用于磁盘加密的密码结构，它使用ChaCha和高级加密标准（AES）密码以及Poly1305密码訊息鑑別碼（MAC）。
Adiantum由Paul Crowley和Eric Biggers于2018年设计，专门在运行Android Go的低功耗移动设备上使用，在5.0及更新版本的Linux内核中可用。最初谷歌计划使用Speck，但由于Speck与美国国家安全局（NSA）存在太多联系而弃用。
HPolyC是Adiantum的早期版本，它使用与Poly1305散列函数不同的结构。HBSH结构包括散列、分组密码、流密码、散列。